# Palazzo degli Oddi Marini Clarelli
Palazzo degli Oddi Marini Clarelli, oggi Casa museo, si trova a Perugia in via dei Priori, 84 ed ospita anche la sede della Fondazione Marini Clarelli Santi.

## Storia e descrizione
Il palazzo degli Oddi Marini Clarelli fu costruito a metà del Cinquecento sul lato della piazza che fino agli ultimi anni dell'Ottocento era appunto chiamata “Piazza degli Oddi”, nella zona di via dei Priori, dove fin dal Medioevo sorgevano le case della nobile e potente famiglia.
Il palazzo è stato abitato dalla famiglia degli Oddi a partire dalla sua costruzione, avvenuta nella metà del Cinquecento, fino a quando Maria Vittoria degli Oddi, ultima della stirpe, sposò nel 1881 Luigi Marini Clarelli: da quel momento esso divenne la dimora dei Marini Clarelli. Dell'edificio più antico rimane ancora intatto il salone d'ingresso che Angelo degli Oddi (1601-1647) fece decorare con una elegante teoria di affreschi attribuiti a Silla Piccinini e Pietro Rancanelli agli inizi del secolo successivo. Oltre agli arredi storici originali il palazzo conserva un importante archivio storico delle famiglie degli Oddi e Marini Clarelli (secc. XVI-XX) e una quadreria di notevole rilievo.
L'erede del patrimonio, la nobildonna Barbara Marini Clarelli Santi (scomparsa nel 2007) - moglie di Francesco Santi (deceduto nel 1993), già Direttore della Galleria Nazionale dell'Umbria e successivamente Soprintendente a Monumenti e Gallerie - per disposizioni testamentarie ha voluto che l'avita residenza fosse destinata a “Casa Museo” e divenisse fruibile al pubblico grazie all'istituzione di una Fondazione che portasse il suo nome e quello del marito.